# Bùi Hưu
Bùi Hưu (zh. péixīu 裴休, ja. haikyū) là một vị cư sĩ có duyên lớn với cuộc đời hoằng hóa của Thiền sư Hoàng Bá Hi Vận và là người biên tập tác phẩm Hoàng Bá truyền tâm pháp yếu.
Năm Hội Xương thứ hai đời Đường Vũ Tông (842), ông giữ một chức quan ở huyện Chung Lăng (nay là huyện Tiến Hiền, tỉnh Giang Tây), thỉnh sư về mở pháp hội tại chùa Long Hưng. Năm Đại Trung thứ hai đời Đường Tuyên Tông (848), cư sĩ đổi về huyện Uyển Lăng (nay là huyện Nghi Thành, tỉnh An Huy), lại thỉnh sư về đó mở pháp hội tại chùa Khai Nguyên. Trong hai lần pháp hội này, ông đã ghi chép lại những lời dạy của Sư mà ngày nay được biết dưới tên Hoàng Bá truyền tâm pháp yếu. Ngoài ra, ông cũng đến tham học với các vị danh tiếng cùng thời như Khuê Phong Tông Mật và Quy Sơn Linh Hựu.